# Kuźnica (Jagodzin)
Kuźnica – część wsi Jagodzin w Polsce, położona w województwie dolnośląskim, w powiecie zgorzeleckim, w gminie Węgliniec. 
W latach 1975–1998 Kuźnica administracyjnie należała do województwa jeleniogórskiego.
Kuźnica leży w Borach Dolnośląskich. 